# Вдовина (заимка)
Вдо́вина — заимка в Иркутском районе Иркутской области России. Входит в Мамонское муниципальное образование.

## География
Находится по южной стороне федеральной автомагистрали Р255 «Сибирь» (в 1 км восточнее съезда на обходную автодорогу Иркутска), у северо-западной границы Западного квартала села Мамоны, у северо-западной границы Иркутска, в 18 км от центра города.

## Население
| 2002 | 2010 | 2011 | 2012 |
| ---- | ---- | ---- | ---- |
| 32   | ↗75  | ↗76  | ↘75  |

По данным Всероссийской переписи, в 2010 году на заимке проживало 75 человек (39 мужчин и 36 женщин).